# Maomé ibne Xuaibe Alzarcune
Maomé ibne Xuaibe Alzarcune (Muhammad ibn Shu'ayb al-Zarkun - lit. "Maomé, filho de Xuaibe Alzarcune"), ou Zercunes (em grego: Ζερκουνῆς; romaniz.: Zerkounes) nas fontes bizantinas, era o quarto emir de Creta. Os registros sobreviventes da história interna e dos governantes do Creta são muito fragmentados. Ele é tentativamente identificado como filho do segundo emir, Xuaibe, e neto do conquistador da ilha e fundador do emirado, Abu Hafes I. Acredita-se que reinou de ca. 895 até ca. 910, sucedendo seu irmão Omar.